# 8575 Сейсітакеуті
8575 Сейсітакеуті (8575 Seishitakeuchi) — астероїд головного поясу, відкритий 7 листопада 1996 року.
Тіссеранів параметр щодо Юпітера — 3,615.
Названо на честь Сейсі Такеуті (яп. せいし・たけうち(竹内誠司) сейсі такеуті).